# Alice Herzová-Sommerová
Alice Herzová-Sommerová, někdy také Alice Herz-Sommer, nebo Alice Herz-Sommerová, známá také jako Pianistka z Terezína (26. listopadu 1903 Praha – 23. února 2014 Londýn), byla česká klavíristka z židovské německy hovořící rodiny žijící po skončení druhé světové války dlouhodobě v Izraeli a do své smrti ve Velké Británii, nejstarší Češka přeživší holokaust.

## Šťastné období
Narodila se v židovské, německy mluvící a umělecky založené rodině. Otec Fridrich Herz (* 1853 Hříškov) pocházel z Lounska, byl původně obchodníkem v Karlíně, později majitelem závodu v Holešovicích, kde bydlel s manželkou Žofií, rozenou Schulzovou a staralli se o pět dětí: syny Jiřího (* 1888), Pavla Ludvíka (* 1901) a dcery Irmu (* 1892), Alici a Marianu. Alice pocházela z dvojčat, měla sestru Marianu. Hře na klavír se začala učit v 5 letech a brzy byla dobrou interpretkou. V 16 letech byla přijata jako nejmladší žákyně ke studiu na Německé hudební akademii v Praze.
Kromě češtiny a němčiny se naučila hebrejsky, latinsky, francouzsky a anglicky. Jejich rodinný dům čp. 359/VII v Holešovicích-Bubnech  byl kulturním salonem, v němž se scházeli spisovatelé, hudebníci, herci i vědci. Mezi nejlepší přátele její rodiny patřili např. Franz Kafka, Max Brod i Felix Weltsch. Rodinná pohoda byla roku 1930 narušena úmrtím otce. V roce 1931 se provdala za houslistu Leopolda Sommera a roku 1937 se jim narodil syn Raphael (1937–2001), který se později stal violoncellistou.

## Hrůzy války
Po nacistické okupaci Československa v roce 1939 většina její rodiny i přátel emigrovala do Palestiny. Alice s manželem a synem kvůli nemocné matce zůstali v Praze. Nacisté jim, Židům, zabrali veškerý majetek a zakázali mj. veřejně koncertovat i vyučovat osoby nežidovského původu, tehdy zůstala rodina zcela bez prostředků.
V červenci 1942 byla její nemocná matka Sofie ve věku 72 let odvezena do koncentračního tábora a přesně o rok později ji následovala Alice, která byla s manželem a pětiletým synem deportována do koncentračního tábora Terezín. Dostali se do tzv. „oddělení pro organizování volného času“, byli členy táborového orchestru, který pořádal po pracovní době pro uvězněné hudební vystoupení. Odehrála tam asi 150 koncertů, hudba byla pro ni prostředkem jak uniknout okolní kruté realitě, hladu, ponižování a všude přítomné smrti. Vystupovala i jako pěvkyně při terezínském nastudování oper. Také syn Raphael účinkoval v dětské pohádkové opeře Brundibár pražského skladatele Hanse Krásy. Táborový orchestr i dětská opera byly součástí nacistického propagandistického projektu, který měl Mezinárodní Červený kříž, který vykonával třikrát ročně kontrolu, ujistit o „normálnosti“ života v táboře. Alicin manžel byl ale deportován do koncentračního tábora v Osvětimi a následně do Dachau. Jeho, ani svou matku již nikdy nespatřila. Z 15 000 dětí odvlečených do tohoto tábora přežilo pouhých 130, její syn byl mezi nimi. Zahynula celá rodina manžela, několik členů její rodiny a všichni její přátelé, kteří zůstali v Praze.

## Vyrovnání
Vrátila se do Prahy v květnu 1945 po osvobození Terezína Rudou armádou. V poválečném Československu se ale necítila vítaná a roku 1949 emigrovala se synem do Izraele, kde se setkala se svými sestrami. Živila se výukou hudby na konzervatoři a na hudební akademii v Jeruzalémě, kde propagovala milovanou českou hudbu. Žila v Izraeli až do roku 1986, těchto 37 roků považovala za nejšťastnější léta svého života a poté se přestěhovala do Spojeného království za svým jediným synem, již světoznámým violoncellistou, a jeho rodinou. Plné štěstí jí však zkalilo úmrtí syna na infarkt při turné roku 2001, právě v milovaném Izraeli. Zůstali jí z celé rodiny jen snacha a dva vnuci.

## Poslední léta
Do jejího útulného a skromného jednopokojového bytu v Belsize Parku v severním Londýně, kde žila 25 let, za ní přicházelo hodně návštěv, necítila se osamocená ani zapomenutá. Starší si přicházeli zavzpomínat a mladší zase vyptat, jak to tehdy vlastně bylo. Vůči Němcům, kteří jí způsobili tolik bolestí, necítila žádnou zášť, vyrovnaná s osudem tvrdila, že nenávist plodí jen nenávist. Denně hrála na klavír asi tři hodiny, často skladby B. Smetany, A. Dvořáka a F. Chopina, nejraději ale L. v. Beethovena. Svou dlouhověkost přičítala životnímu optimismu a hudbě.

## Inspirace
Její životní příběh se stal v roce 2006 předlohou pro knihu Melissy Müllerové a Reinharda Piechockého Rajská zahrada v pekle: Život Alice Herzové-Sommerové (Garten Eden inmitten der Hölle). Další knihou zabývající se jejím příběhem je Století moudrosti (A Century of Wisdom) od Caroline Stoessinger z roku 2012.
S historií jejího života byli také seznámeni diváci prostřednictvím televizního programu BBC4. Poskytla desítky rozhovorů, např. pro týdeník The Observer a deníky The Guardian či The Times. V České republice o ní v roce 2007 natočil reportáž Marek Wollner pro pořad Reportéři ČT a v roce 2008 ji představila režisérka Olga Sommerová v dokumentu Sedm světel o osudech žen, které přežily holokaust. Dokumentarista Malcom Clarke o ní natočil dokument The Lady In Number 6 (Dáma v čísle šest), který 2. března 2014, pouhý týden po Alicině úmrtí, získal Oscara za rok 2013 v kategorii nejlepší krátký dokumentární film.

## Poznámka
V roce 2010 ji v jejím Londýnském bytě u příležitosti 107. narozenin navštívil velvyslanec České republiky ve Spojeném království Velké Británie a Severního Irska Michael Žantovský s blahopřáním a předal jí cenu ministra kultury Artis Bohemiae Amicis udělovanou za šíření dobrého jména české kultury ve světě.